# 沖縄県立宮古総合実業高等学校
沖縄県立宮古総合実業高校（おきなわけんりつ みやこそうごうじつぎょうこうとうがっこう）は、沖縄県宮古島市平良字下里にある県立高等学校。2008年（平成20年）4月に宮古島市内の沖縄県立宮古農林高等学校と沖縄県立翔南高等学校とが統合されて発足した。略称は「実業」や「宮総実」などがある。

## 沿革
- 2008年（平成20年）4月 - 宮古農林高等学校と翔南高等学校とが統合されて発足。

## 学科
全日制
- 海洋科学科
- 生物生産科
- 食と環境科
- 生活福祉科
- 商業科

開校当初は、宮古農林から引き継がれた生物生産科、環境工学科及び生活福祉科、翔南から引き継がれた海洋科学科、食品科学科及び商業科の計6学科であったが、2013年度に5学科に再編された。

## 出身著名人
- 川満寛弥 - 元プロ野球選手（千葉ロッテマリーンズ）